# Vanderley Dias Marinho
Vanderley Dias Marinho (* 29. Dezember 1987 in São Luís), auch unter dem Namen Derley bekannt, ist ein brasilianischer Fußballspieler.

## Karriere
Derley begann seine Profikarriere 2011 bei Ceará SC. Anschließend spielte er für diverse brasilianische Vereine.
2013 wechselte er nach Europa zum portugiesischen Vertreter Marítimo Funchal. Bereits in seiner ersten Saison erzielte in 30 Ligaspielen 16 Tore und war damit hinter Jackson Martínez Zweiter der Torschützenliste der Primeira-Liga-Saison 2013/14. Dieser erfolgreiche Einstand im portugiesischen Fußball führte dazu, dass er für die kommende Saison von Benfica Lissabon verpflichtet wurde. Hier blieb er aber unter den Erwartungen und beendete die Saison 2014/15 mit einem Tor in 14 Ligaspielen.
Zur Saison 2015/16 wurde Derley zusammen mit seinem Teamkollegen Diego Lopes an den türkischen Erstligisten Kayserispor ausgeliehen.
Chiapas FC, ein Club aus Mexiko, der in Tuxtla Gutiérrez beheimatet ist, lieh ihn 2016/2017 aus.
2017 unterschrieb er einen Vertrag bei Desportivo Aves in Portugal. Mit dem Club aus Vila das Aves spielte er 53 Mal in der ersten Liga, der Primeira Liga.
Mitte 2019 ging er nach Thailand. Hier unterschrieb er einen Vertrag bei Muangthong United. Der Club aus Pak Kret, einem nördlichen Vorort der Hauptstadt Bangkok, spielte in der ersten Liga des Landes, der Thai League. Nach 34 Erstligaspielen und 20 erzielten Toren wechselte er im Juli 2021 zum Ligakonkurrenten Ratchaburi Mitr Phol nach Ratchaburi. Für den Erstligisten stand er 59-mal in Liga auf dem Spielfeld. Hierbei schoss er 21 Tore. Zu Beginn der Saison 2023/24 wechselte er zum ebenfalls in der ersten spielenden PT Prachuap FC. Nach einer Spielzeit für den Verein aus Prachuap, in der er 28 Ligaspiele bestritt, wurde sein Vertrag im Sommer 2024 nicht verlängert. Ende Juli 2024 unterschrieb Derley einen Vertrag beim Erstligaabsteiger Chonburi FC. Am Ende der Saison 2024/25 feierte er mit Chonburi die Zweitligameisterschaft sowie den Aufstieg in die erste Liga. Nach dem Aufstieg wurde sein Vertrag im Sommer 2025 nicht verlängert.

## Erfolge
Benfica Lissabon
- Primeira Liga: 2014/15
- Taça da Liga: 2014/15

Desportivo Aves
- Taça de Portugal: 2017/18

Chonburi FC
- Thailändischer Zweitligameister: 2024/25  ▲